# Saint-Santin-Cantalès
Saint-Santin-Cantalès è un comune francese di 328 abitanti situato nel dipartimento del Cantal nella regione dell'Alvernia-Rodano-Alpi.

## Società

### Evoluzione demografica
Abitanti censiti